# Укман
Укман (баш. Ухман) — деревня в Благовещенском районе Башкортостана, относится к Старонадеждинскому сельсовету.

## Население
| 2002 | 2009 | 2010 |
| ---- | ---- | ---- |
| 24   | ↘18  | ↗28  |

Согласно переписи 2002 года, преобладающая национальность — русские (96 %).

## История
Укман (Нижне-Николаевский починок) был образован в 1873 году на реке Уфа, на крайнем юге Надеждинской волости. Переселенцы из Вятской губернии и крестьяне Уфимского уезда купили участок земли у купца К. А. Морозова по цене 17 рублей за десятину: часть денег выплатили сами, часть была переведена на выкупной платеж. Помимо этого, какое-то время крестьяне арендовали на стороне пойменные луга.
Вскоре было образовано одноименное сельское общество. Среди крестьян починка были Нагибины, Мартьяновы, Коноваловы, Кочкины, Бобровы, Пономаревы, Черновы, Глушковы, Шалагины и другие. Многие жители селения относились к раскольникам поморского толка. Сначала починок входил в приход села Надеждино, затем в приход села Быково, наконец, с 1903 года — в приход села Рождественское.
В 1895 году в починке насчитывался 41 двор, числилось 211 человек. В конце XIX — начале XX века на территории поселения работали хлебозапасный магазин, столярная мастерская, ободное заведение и бакалейная лавка.
Спустя 18 лет, к 1913 году, количество крестьян увеличилось до 285 человек. Все они состояли в земельном товариществе, в собственности которого находилась почти вся купчая земля — 831 десятина из 843. Большинство крестьян жили безбедно, имели от 15 до более чем 40 десятин земли. Не держали скотину лишь 4 семьи, у остальных имелось по несколько лошадей или коров.
Количество домохозяйств и местных жителей росло с каждым годом. По данным 1917 года, самым состоятельным хозяином был 53-летний Фокий Никифорович Попов: его хозяйство включало более 40 десятин пашни, он держал 6 лошадей, 8 коров, 20 овец и 9 свиней.
В документах 1939 года поселение было отмечено как село Лукманово. Но в советские времена деревня стала называться Укман, и носит это имя по сей день.
В период с 1930 по 2008 годы относится к Быковскому сельсовету. Во время коллективизации деревня вошла в состав колхоза «Знамя труда», затем в колхоз имени Яковлева, переименованного в 1938 году в «Урал». Сейчас деревня Укман относится к Старонадеждинскому сельсовету, а большинство местных домов принадлежит дачникам.

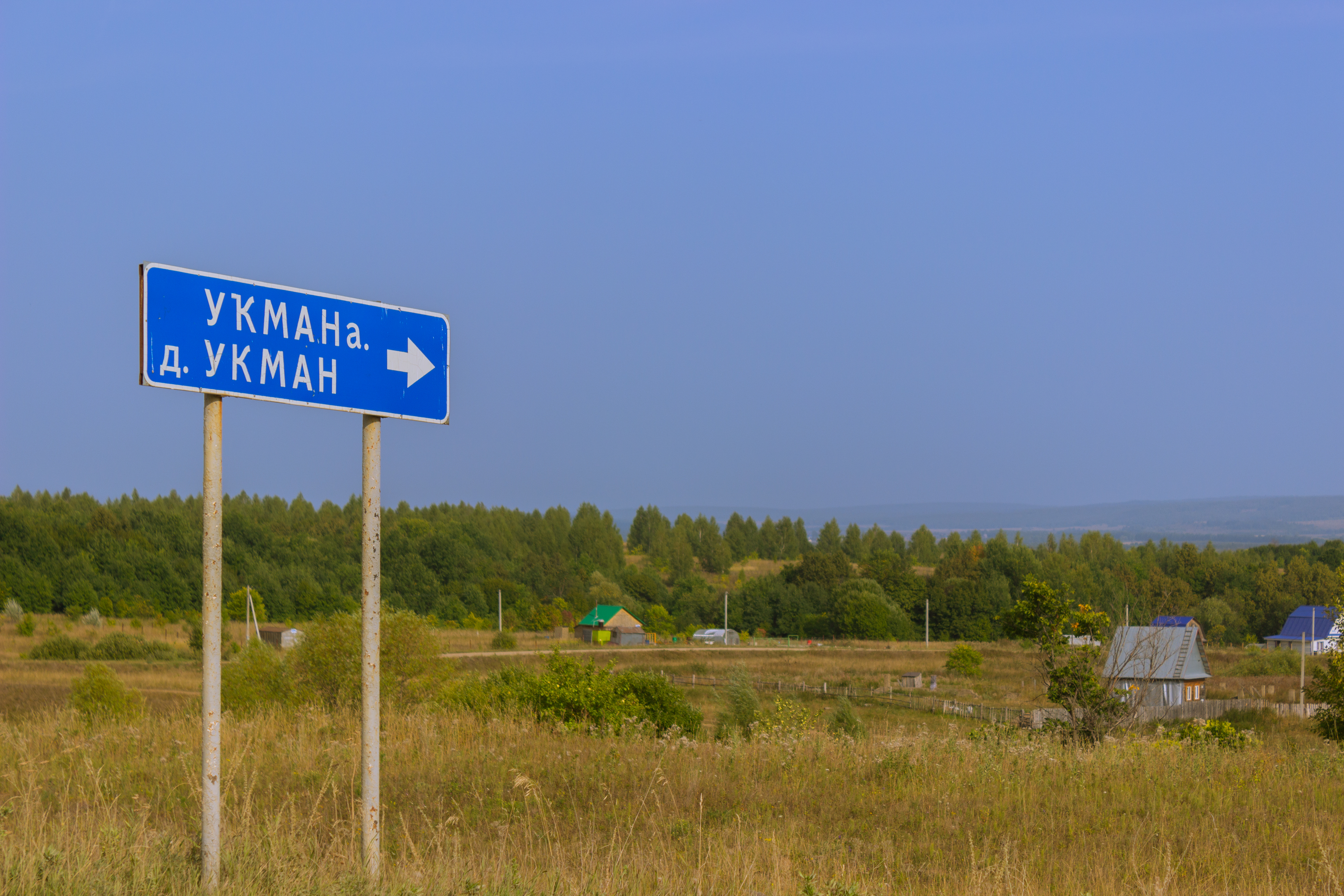
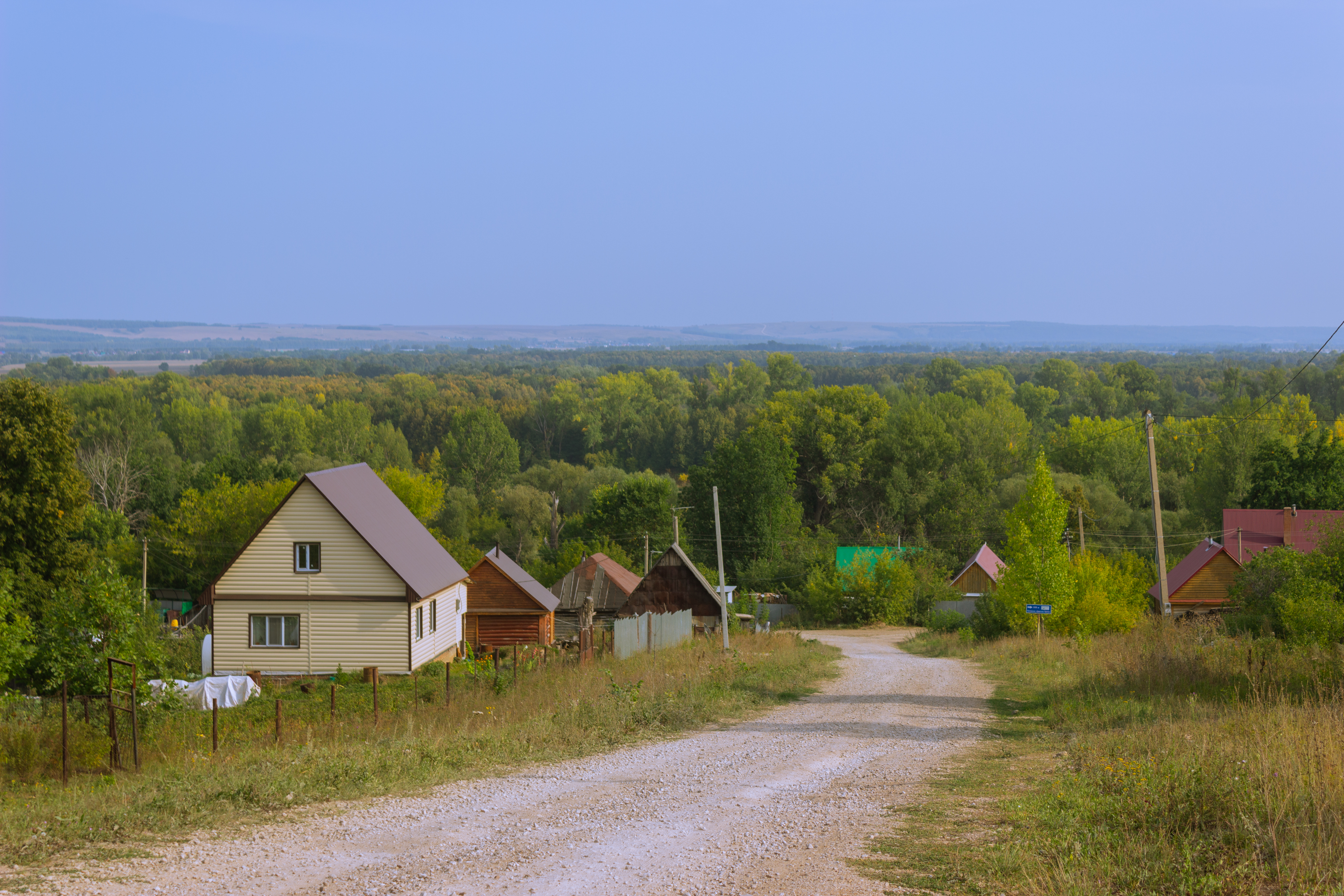
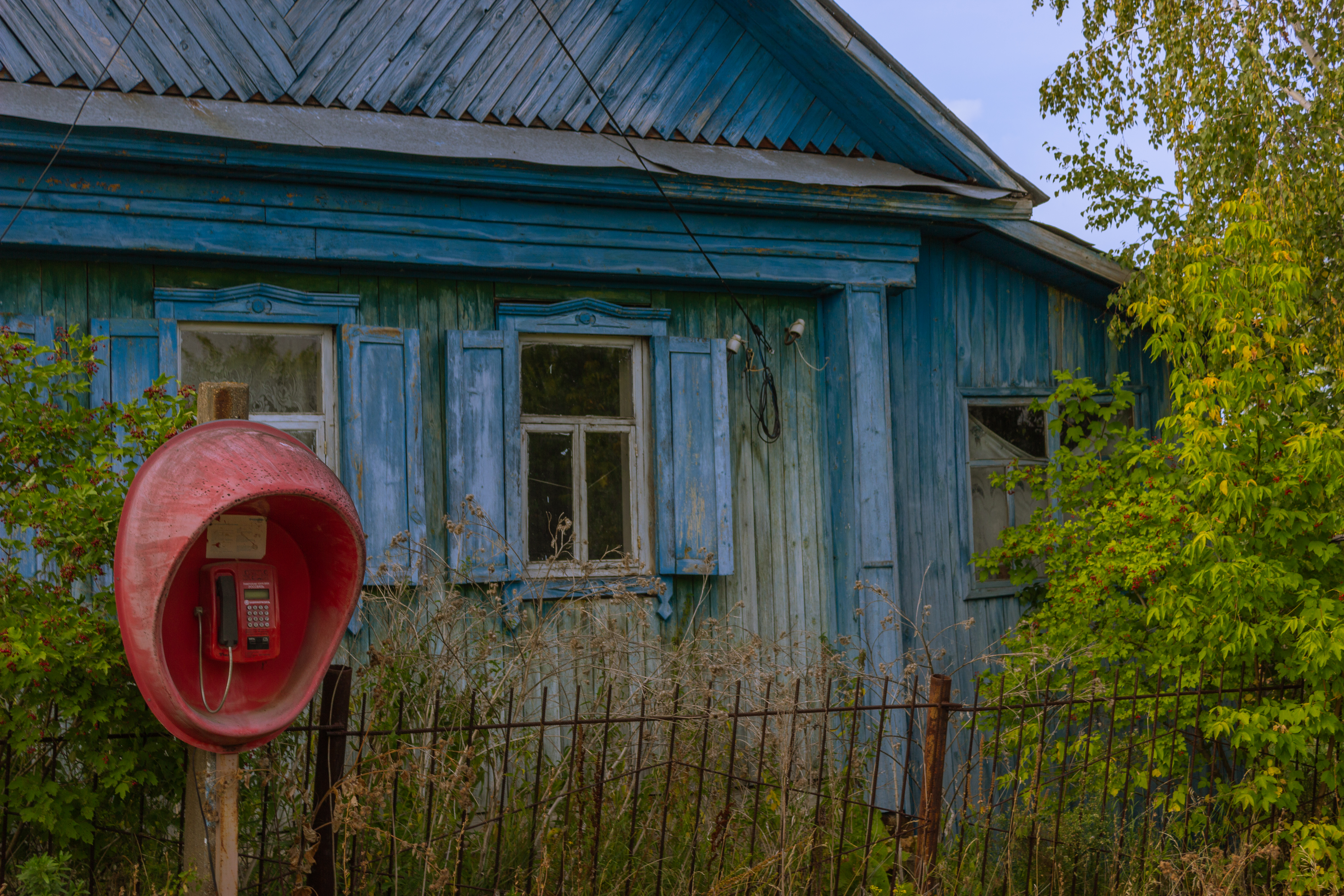
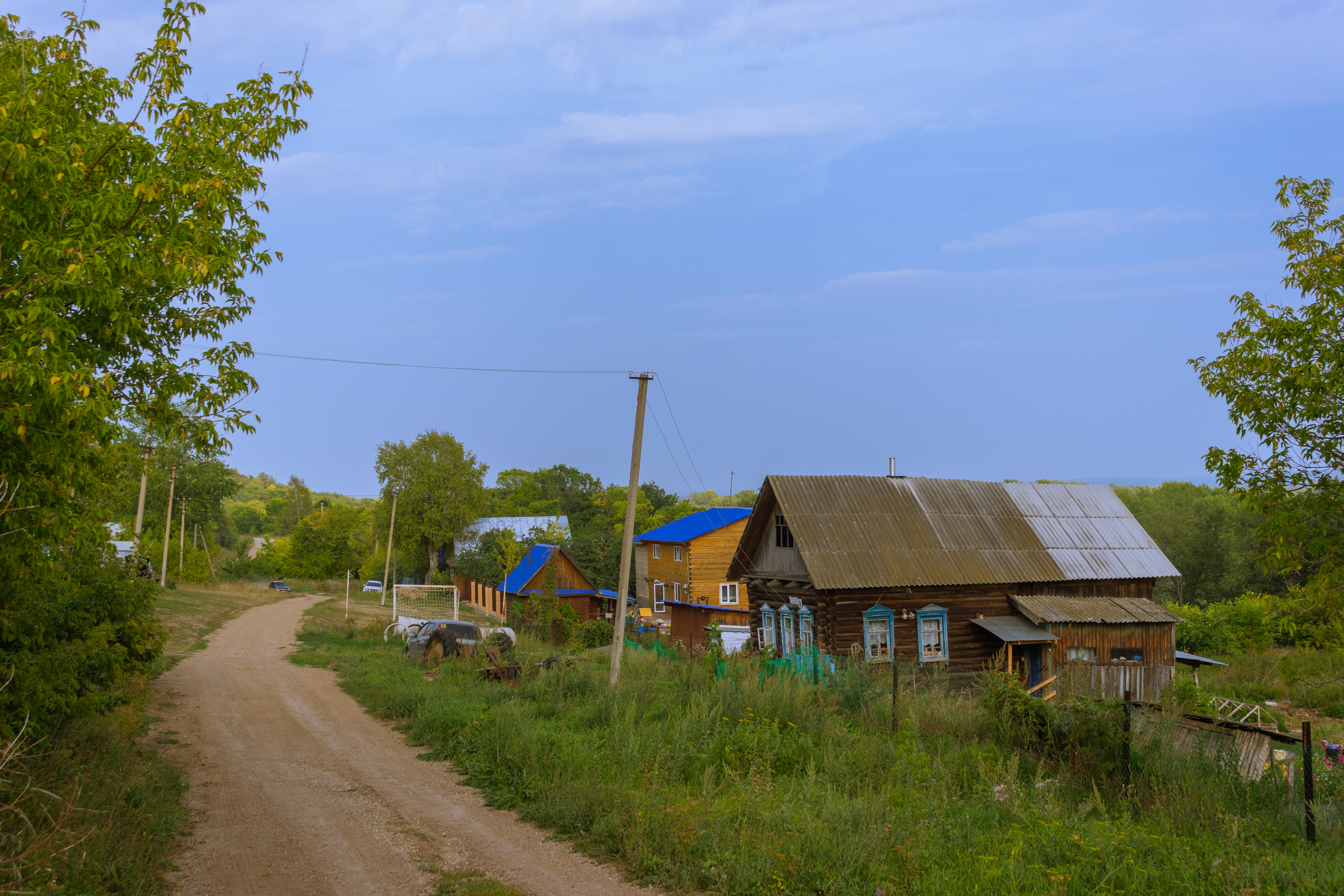

## Географическое положение
Находится на правом берегу реки Уфы.
Расстояние до:
- районного центра (Благовещенск): 34 км,
- ближайшей ж/д станции (Загородная): 31 км.